# Luna Ferdinánd riclai úr
Luna Ferdinánd (?–1411), spanyolul: Fernando López de Luna, az aragóniai Ricla ura, Luna Mária aragóniai királyné féltestvére.

## Élete
Édesapja Lope (1315/20–1360), Luna grófja, Quinto bárója és Sogorb ura, Aragónia kormányzója 1347-ben, aki III. Péter aragón király dédunokája volt természetes ágon. Édesanyja apja ágyasa, María de Altura úrnő volt. Apja elsőként másod-unokatestvérét, Aragóniai Jolánt, II. Jakab aragón király lányát, Tarantói Fülöpnek, Rhómánia despotájának az özvegyét vette feleségül. Ebből a házasságból egy lány született, aki viszont kisgyermekként meghalt. Második házasságát Brianda d’Agoult (1335 körül–1406) provanszál származású úrnővel kötötte, aki Foulques d’Agoult-nak, Sault urának és Alasacie des Baux-nak a lánya volt. Ebből a házasságból két lány született, Mária és Brianda, Ferdinánd féltestvérei. Ferdinánd a mostohaanyja, Brianda d'Agoult révén rokonságban állt V. Kelemen pápával, aki anyai nagyapjának, Foulques d’Agoult (vagy de Got) provanszál nemesnek volt a nagybátyja, és eredeti neve Bertrand d'Agoult (vagy de Got) volt. Az apja révén pedig Ferdinánd XIII. Benedek avignoni (ellen)pápával állt rokonságban, akinek eredeti neve Pedro Martínez de Luna volt. Az ellenpápa szintén a Luna család tagja volt, csak egy másik ágról. Az aragón királyi pár, Ferdinánd féltestvére, Mária, valamint sógora, I. (Idős) Márton aragón király mindvégig az avignoni ellenpápát támogatta.
Mivel házasságon kívül született gyermek volt, nem örökölhette apja birtokait, így azt apja halála után féltestvére, Mária örökölte.

## Gyermeke
- Feleségétől, Emilia Ruiz de Azagrától, Villafeliche úrnőjétől, 1 fiú:
  - János, Juan de Luna, Ricla és Villafeliche ura, 1. felesége Luna Beatrix, utódok, 2. felesége Cerdán Beatrix, 2 gyermek